# Rhamphomyia anthracina
Rhamphomyia anthracina är en tvåvingeart som beskrevs av Johann Wilhelm Meigen 1822. Rhamphomyia anthracina ingår i släktet Rhamphomyia och familjen dansflugor. Inga underarter finns listade i Catalogue of Life.